# Кагарлицкий, Владимир Кимович
Кагарлицкий, Владимир Кимович (19 июня 1939, Ленинград — 11 июля 1993, д. Максимково, Новгородской  области) — ленинградский / петербургский живописец и педагог, участник группы «Эрмитаж». Художник аналитической эрмитажной школы. Сфера основных интересов — живопись, графика и поэзия.

## Биография
Владимир Кагарлицкий родился в Ленинграде 19 июня 1939 года. Отец — Ким Давидович Кагарлицкий (1909–1997). Один из создателей ленинградского Дворца пионеров, педагог, фронтовик. Мать — Полина Ханановна Кагарлицкая (1918–2003). Сестра — Наталия (г.р. 1946). Семья жила на набережной Мойки, д.26. Учился в школе № 210 на Невском проспекте, д.14 (выпуск 1955/1956).
Систематически заниматься живописью начал в 1959 году в изостудии Ленинградского Матросского клуба на площади Труда. В 1962 году окончил факультет геологоразведки Ленинградского Горного института, в 1968 году — Художественное (Таврическое) училище им. Серова. В возрасте 29 лет (1968 год) Кагарлицкий стал учеником Г. Я. Длугача. За 25 лет создал 23 аналитические копии эрмитажных шедевров Рейсдаля, Рубенса, Пуссена, Рембрандта, Эль Греко, Ван Дейка, Тициана, Веронезе. Аналитический подход к живописно-пластической организации формата развивал и в авторских композициях.
Мастерская Кагарлицкого на улице Желябова / Б. Конюшенной, д. 15 стала центром общения художников «эрмитажников» разных поколений и творческих людей близкого им круга. Здесь часто собирались поэт Илья Кирзнер, филологи Алексей Щеглов, Герман Филиппов, Владимир Альфонсов и искусствовед Александр Степанов, бывали кинорежиссер Алексей Герман и режиссер-документалист Юлий Дворкин. Летней резиденцией «эрмитажного круга» стала деревня Максимково Любытинского района Новгородской области, расположенная на берегу реки Мсты. Для Кагарлицкого берега Мсты стали местом силы и вдохновения. На основе этюдов-исследований, написанных в Максимково, позже возникали программные композиции. Здесь созданы и многие его стихотворения.
С начала 1970-х Владимир Кагарлицкий преподавал в изостудии Ленинградского Дворца пионеров (ныне Дворец творчества юных), с середины 1970-х — в ДХШ № 6. Обладая выдающимся педагогическим даром, воспитал многих интересных живописцев.
В 1992 году в составе группы «Эрмитаж» участвовал в выставочном турне по США. Умер в возрасте 54 лет (11 июля 1993 года) по дороге в деревню Максимково. Похоронен на Преображенском еврейском кладбище Петербурга. К моменту скоропостижной смерти художника большинство его произведений вывезли в США для выставок и продаж, в мастерской остались этюды пленэра лета 1992 — весны 1993, портреты и автопортреты последних лет, а на мольберте — незавершенный холст «Мастер с учениками» (1989–1993), посвященный памяти Длугача.

## Творчество
Эрмитажная школа Г. Я. Длугача оперировала собственной терминологией, единой для «эрмитажников» всех поколений, что не мешало каждому ученику по-своему толковать и трактовать «термины Длугача». Одним из важнейших в этом словаре является понятие «камень». Кагарлицкий в автобиографических заметках исчерпывающе пояснил суть этого термина: «При построении художественного образа на изобразительной плоскости решающую роль играют линии, невидимые, но мыслимые автором, которые обладают энергией, способной превратить изобразительную плоскость в «камень». Пространство (объем) внутри формата строится взаимопроникающими плоскими формами, которые превращают изобразительную плоскость в идеально плоский монолит»; «Эрмитаж научил меня понимать формат как Землю, где любое магматическое образование примет только те очертания и формы, которые ему позволят принять внутриземные давления».
Создал несколько программных полотен длительной работы: «Зелёный Холст» (1978–1985), «Женщина в кресле» (1983–1987), «Школьники» (нач. 1980-х — кон. 1980-х), «Художник и модель» (ок.1985–1988), «Синий Урия» (1980–1989), «Художник и модель» (1990–1992). Несколько крупноформатных холстов остались незавершенными. Среди них: серия работ, посвященных поэту Илье Кирзнеру (1937–1993): «Читай, Илья, стихи» (1992) и «Беседа» (1993). Незавершенным остался и последний холст: «Мастер с учениками» (1989–1993), посвященный памяти Г. Я. Длугача.
Поэзия представлена в творчестве Кагарлицкого так же полноправно, как и живопись. Художник Борис Головачёв: «Стихия поэзии вошла в его «Я» раньше живописи, еще со школьного увлечения Маяковским и Пастернаком, и со временем все глубже завладевала им. Впрочем, конкуренция этих двух стихий при всех жизненных издержках такого соперничества, пожалуй, оставила ВК в выигрыше: он состоялся и как живописец, и как поэт».
Посмертная персональная выставка состоялась в феврале 1994 года в Музее городской скульптуры. В том же выставочном зале прошла персональная выставка работ художника в 2013 году. В 1995 году была опубликована книга «Владимир Кагарлицкий. Стихи и наброски». В 2011 году вышел сборник «За пределы формата», включающий авторскую подборку стихотворений и автобиографические заметки Кагарлицкого. В 2019 году, к 80-летию художника, издан альбом репродукций живописи и графики из частных собраний и музейных коллекций России и США (на русском и английском языках).

## Выставки в составе группы Эрмитаж
- 1974 — «Квартирная»: аналитические интерпретации старых мастеров, Ленинград
- 1985 — «Выставка ленинградских художников», Репино
- 1988 — «Выставка учеников Г. Я. Длугача», ЛОСХ
- 1988 — «Памяти Г. Я. Длугача», Ленинградский Дом ученых
- 1989 — «От неофициального искусства к перестройке», Ленинград
- 1990 — «Биеннале современного искусства», Ленинград
- 1990 — «150 лет искусства со всего света», Лос-Анджелес
- 1991 — «Выставка группы «Эрмитаж» в галерее «Аквилон»», Санкт-Петербург
- 1998 — «Неклассическая классика: три поколения “Эрмитажной школы”», ГЭ, Санкт-Петербург
- 1998 — «Круги от камня: художники-ученики Г. Я. Длугача разных поколений»», ЦВЗ «Манеж»,Санкт-Петербург
- 2021 — «Эрмитажная школа Г. Я. Длугача», ГМ «Царскосельская коллекция», г. Пушкин

## Персональные выставки
- 1994 — «Художник Владимир Кагарлицкий»: НВЗ Музея городской скульптуры, Санкт-Петербург
- 2013 — «Владимир Кагарлицкий: 20 лет памяти», НВЗ Музея городской скульптуры, Санкт-Петербург
- 2019 — «ВК: автопортреты», выставка в рамках презентации юбилейного альбома художника, арт-центр «Матисс Клуб», Санкт-Петербург